# Бирка (Приаргунський округ)
Би́рка (рос. Бырка) — село у складі Приаргунського округу Забайкальського краю, Росія.

## Населення
Населення — 1024 особи (2010; 1341 у 2002).
Національний склад (станом на 2002 рік):
- росіяни — 99 %